# کریستیان زیمرمن
کریستیان زیمرمن (لهستانی: Krystian Zimerman؛ زادهٔ ۵ دسامبر ۱۹۵۶) نوازنده پیانو، رهبر ارکستر، و آهنگساز اهل لهستان است.در حال حاضر، او را یکی از بهترین نوازندگان زندهٔ پیانو در جهان می‌دانند.

## زندگی‌نامه
کریستیان زیمرمن دانش‌آموختهٔ «آکادمی موسیقی کارول شیمانوفسکی» در کاتوویتس و از شاگردان «آندری یازینسکی» است. او در سال ۱۹۷۵ میلادی، برندهٔ جایزهٔ نخست رقابت بین‌المللی نوازندگی پیانو شوپن شد و سپس به اجرای برنامه در فیلارمونیک برلین (به رهبری هربرت بلومستت) پرداخت. در سال ۱۹۷۶ میلادی، نخستین اجرای خود را در فیلارمونیک نیویورک انجام داد. وی در سال ۱۹۹۴ میلادی، برندهٔ «جایزهٔ موسیقی لیونی سانینگ» دانمارک شد.
کریستیان از سال ۱۹۹۶ میلادی، به تدریسِ پیانو در «آکادمی موسیقی بازل» در سوئیس مشغول است و در سال ۱۹۹۹ میلادی، به مناسبت ۱۵۰ سالگرد درگذشت فردریک شوپن، «ارکستر جشنواره‌ای لهستان» را نیز بنیان نهاد.
او یکی از منتقدان سیاست‌های خارجی ایالات متحده آمریکا است و در ۲۶ آوریل ۲۰۰۹ میلادی در تالار کنسرت والت دیزنی در لس آنجلس اعلام کرد، در اعتراض به استقرار سپر دفاع موشکی آمریکا در خاک لهستان، این کنسرت، آخرین حضور او در ایالات متحده آمریکا خواهد بود. پیش از این و در سال ۲۰۰۶ میلادی هم گفته بود تا زمانی که جرج دابلیو بوش رئیس‌جمهور آمریکاست، پایش را به آن کشور نخواهد گذاشت.
بخشی از این دلخوری او از آمریکا، شاید به این دلیل باشد که بدنبال نظامی‌گری و تشدید تمهیدات امنیتی در فرودگاه‌های آمریکا، او برای انتقال پیانوهایش برای اجرای کنسرت‌ها، دچار مشکلات عدیده‌ای شده بود. به عنوان مثال، مأموران امنیتی فرودگاه بین‌المللی جان اف کندی، ۲ مرتبه در سال‌های ۲۰۰۱ و ۲۰۰۶ میلادی، یکی از پیانوهای استاین‌وِی او را به‌کلی تخریب کردند و به دیگری، صدمات جدی و شدیدی وارد آوردند.
زیمرمن به همراه همسر و ۲ فرزندش در بازل سوئیس زندگی می‌کنند. او بیشتر عمر خود را در این شهر گذرانده‌است. از او به عنوان بهترین شوپنیست به همراه اشکنازی یاد می‌کنند . اجراهای اسکرتسو و بالادهای او و بیان فوق العاده در نواختن این قطعات همواره مخاطبان را تحت تاثیر قرار داده . از دیگر فعالیت های او برگزاری مستر کلاس و کارگاه‌های آموزشی می باشد .

## یادکرد
1. ↑  "In praise of … Krystian Zimerman". The Guardian. London. 2009-04-29. Retrieved 2009-04-29.
2. 1 2  Swed, Mark (2009-04-27). "Review: Krystian Zimerman's controversial appearance at Disney Hall". Los Angeles Times. Retrieved 2009-04-29.
3. ↑  Berliner-Philharmoniker.de. "Berliner Philharmoniker Blomstedt-Thielemann-Kavakos". berliner-philharmoniker.de. Archived from the original on 22 September 2016. Retrieved 2016-09-15.
4. ↑  Culture.pl (2015-10-15). "Krystian Zimerman - Biography | Artist". Culture.pl. Retrieved 2015-10-28.
5. ↑  «Krystian Zimerman, declares US boycott in protest at Disney Hall in Los Angeles». بایگانی‌شده از اصلی در ۷ مه ۲۰۱۰. دریافت‌شده در ۳ اکتبر ۲۰۱۶.
6. ↑  Gumbel, Andrew (2009-04-28). "Classical music and opera Polish pianist stops show with anti-US tirade". The Guardian. London. Retrieved 2009-04-28. {{cite news}}: Cite has empty unknown parameter: |coauthors= (help)
7. ↑  "Piano great says he won't return to U.S. - today> entertainment - Music". TODAY.com. Archived from the original on 6 July 2018. Retrieved 2015-10-28.
8. ↑  Andrew Gumbel in Los Angeles (2009-04-28). "Polish pianist stops show with anti-US tirade | Music". The Guardian. Retrieved 2015-10-28.
9. ↑  klassik.com (2015-10-23). "klassik.com: Pianist Krystian Zimerman unterbricht Konzert wegen Smartphone-Mitschnitt aus dem Publikum". Magazin.klassik.com. Retrieved 2015-10-28.
10. ↑  Vasagar, Jeevan (2013-06-04). "Pianist Krystian Zimerman storms out of concert in protest at being filmed on phone". The Daily Telegraph. London.
11. ↑  "Krystian Zimerman speaks: Times Argus Online". Timesargus.com. 2006-10-20. Archived from the original on 25 July 2015. Retrieved 2015-10-28.